# مارثا فايرستون فورد
مارثا فايرستون فورد (بالإنجليزية: Martha Firestone Ford)‏ هي سيدة أعمال أمريكية، ولدت في 16 سبتمبر 1925 في آكرون في الولايات المتحدة.